# Kathleen Rose Perkins
Kathleen Rose Perkins est une actrice américaine née le 15 novembre 1974 à New Baltimore, dans le Michigan. Elle est surtout active à la télévision.

## Filmographie

### Cinéma
- 1994 : Le Grand Saut, de Joel Coen : Madame Braithwaite
- 2005 : The Island de Michael Bay : la technicienne de Laurent
- 2012 : The Pact de : Liz
- 2012: Rodeo Princess de : Rebecca
- 2013 : Paradise de : Amber
- 2013 : All About Albert de : Fran
- 2014 : Gone Girl de David Fincher : Shawna Kelly
- 2015 : Kidnappée de : Caitlin Shaker (TV)
- 2018 : Juveniles de : Sidney
- 2018 : Almost Home de : Linda
- 2019: Courage et rodéo de Conor Allyn : Stacy
- 2024 : Almost Popular de : Mme Quinn

### Télévision
- 2003 : Miss Match (saison 1, épisode 9) : Joanna
- 2003 : FBI : Portés disparus (saison 2, épisode 10) : Amy Horton
- 2004 : The Amazing Westermans (série télévisée)
- 2005 : Le Journal de Suzanne (Suzanne's Diary for Nicholas) (TV) : Kate Wilkinson
- 2005 : How I Met Your Mother (saison 1, épisode 11) : Mary Beeth
- 2005 : Du côté de chez Fran (saison 1, épisode 4) : Laurie
- 2006 : Four Kings (saison 1, épisode 3) : Phyllis
- 2007 : Tell Me You Love Me : Julia (4 épisodes)
- 2008 : Nip/Tuck : Tabitha Maloney (1 épisode)
- 2008 : Eli Stone : Donna Milton (1 épisode)
- 2009 : La Nouvelle Vie de Gary : Joan Plummer (3 épisodes)
- 2009 : Castle : Elise Finnegan (1 épisode)
- 2009 - 2010 : Pour le meilleur et le pire : Mme Duffy (12 épisodes)
- 2009 - 2013 : NCIS : Los Angeles : Dr. Rose Carlyle (5 épisodes)
- 2010 : Mentalist : Willa Brock (1 épisode)
- 2010 : Los Angeles Police Judiciaire : Amy Powell (1 épisode)
- 2011 - 2017 : Episodes (série télévisée) : Carol Rance (5 saisons ; 40 épisodes)
- 2011 : Lie to Me : Colette Bradley (1 épisode)
- 2011 : Private Practice : Jodi (1 épisode)
- 2011 : American Horror Story : Peggy (1 épisode)
- 2012 : Royal Pains : Lucy Walker (1 épisode)
- 2012 : The Exes : Dr. Carol Thomas (1 épisode)
- 2012 : Man Up! : Becky (1 épisode)
- 2013 : Person of Interest : Vanessa Watkins (1 épisode)
- 2015 : The Millers : Miss Sparks (1 épisode)
- 2015 : Ballot Monkeys : Melanie Buck (5 épisodes)
- 2015-2019 : Bienvenue chez les Huang : Mey-Mey (6 épisodes)
- 2016 : Code Black : Amanda Nolan (4 épisodes)
- 2016-2017 : Colony : Jennifer MacMahon (11 épisodes)
- 2016-2017 : You're the Worst : Priscilla (3 épisodes)
- 2017-2018 : American Housewife : Stacy Clouser (2 épisodes)
- 2019 : Single Parents : Bobbi Babsen (2 épisodes)
- 2020 : I Am Not Okay with This : Maggie Novak (7 épisodes)
- 2021 : Big Shot : Maggie Goodwin (7 épisodes)
- 2021-2023 : Docteure Doogie : Dr. Clara Hannon (2 saisons ; 20 épisodes)